# Home Improvement
Home Improvement é uma sitcom americana com Tim Allen, que foi ao ar de 1991 a 1999. A série foi criada por Matt Williams, Carmen Finestra e David MacFadzean. A série é considerada um dos maiores sucessos da TV Americana na década de 90. A série lançou a carreira de Tim Allen e também foi o início da carreira de Pamela Anderson, que fez parte do elenco durante as primeiras duas temporadas.
O título em inglês do programa é um trocadilho: que se refere a melhoria física das casas, assim também havendo a melhoria nas situações cotidianas.
A série conta a história de Tim Taylor, que apresenta o programa "Tool Time" de dicas sobre reformas. Ele sabe tudo sobre manutenção da casa e aproveita isso para reafirmar sua masculinidade. Em vias disso, Jill, sua mulher, reconhece que Tim olha as coisas de casa com seu "olhar técnico", rendendo várias confusões.
A série já foi exibida primeiramente pelo extinto canal Showtime, que estreou a atração em 08 de fevereiro de 1994, com o nome adaptado para "Arrumando Confusão". Posteriormente, a série foi exibida pelo Disney Channel e pelo SBT no final dos anos 1990 e início dos anos 2000. Em 04/11/2002, o Canal Sony passou a reprisar a série, que permaneceu na grade de programação da emissora até meados de 2004. A série recebeu outro nome no Brasil: "Gente Pra Frente".
Em Portugal, a série foi apenas exibida por volta de 2002 e 2003 no Disney Channel Portugal. Apesar de não haver vestígios em vídeo online que comprovem o ano em que foi emitido em Portugal, nos fóruns muitos cibernautas recordam ver a série no canal.

## Geral
Com base na comédia stand-up de Tim Allen, Home Improvement fez sua estreia na ABC em 17 de setembro de 1991, e foi uma das maiores audiências da TV americana na década de 90.Ela conseguiu ser a série mais assistida na temporada de 93/94, e nesse ano, Allen também conseguiu o livro mais vendido nos Estados Unidos (Não sente perto de um homem pelado) e um filme no primeiro lugar nas bilheterias americanas (The Santa Clause) no mesmo período. Midway tinha um curtíssimo prazo para produzir o show, que era concorrer contra outras sitcoms de sucesso na época, como Frasier, que com a estreia da série teve uma redução de audiência. No entanto, continuaram a ter uma altíssima audiência na época. O último episódio exibido em 25 de maio de 1999 com um 90 minutos, partes de três episódios intitulado "The Long e Winding Road", que foi a quarta maior audiência de um final de uma série na década de 90, atrás de Cheers, The Cosby Show e Seinfeld.
Desde 1995, devido à sua popularidade, a série começou a ser exibida na ABC1 e Disney Channel nos Estados Unidos e no Channel 4,no Reino Unido. Atualmente a série é reprisada por canais de televisão a cabo por todo mundo, como a TBS nos Estados Unidos  a Seven Network,na Austrália. série é novamente transmitida no  Reino Unido pelo canal Virgin 1. Nos Estados Unidos a série também foi transmitida pelo Nick at Nite em 2007. No Canadá, a série foi transmitida pela CMT e pela YTV. Na Alemanha, foi transmitida pela ARD, a RTL, VOX, e reprises estão sendo exibidas na RTL 2 e Super RTL. Também foi transmitido pelo canal sul-africano M-NET e as reprises estão sendo transmitidas pela M-Net Séries que é um canal de televisão por assinatura
Em 2007, com o lançamento do DVD de Tim Allen, em duas sessões especiais de stand-up, ele disse que Home Improvement era uma suposta paródia de This Old House, onde o anfitrião faz quase nada e o co-anfitrião (Al neste caso, Norm em This Old House) faz todo o trabalho.

## História
A série é centrada na Família Taylor, a qual é constituída por pai Tim (Tim Allen), sua esposa Jill (Patricia Richardson) e seus três filhos: Brad (Zachery Ty Bryan), Randy (Jonathan Taylor Thomas) e Mark (Taran Noah Smith). Os Taylors vivem em um subúrbio de Detroit, Michigan, e tem um vizinho chamado Wilson (Earl Hindman) que é muitas vezes é chamado para resolver os problemas de Tim e Jill.
Tim é apresentador de um  programa de televisão "Tool Time" (semelhante ao This Old House), com  seu assistente Al (Richard Karn) e a menina das ferramentas Heidi (Debbe Dunning, a partir da terceira temporada em diante). Pamela Anderson interpretou Lisa, a menina das ferramentas nas 2 primeiras temporadas, mas saiu, para entrar no elenco de "S.O.S Malibu".
Tim é o típico estereótipo do homem americano, que ama ferramentas, carros e esportes. Ele é um ex-vendedor da empresa fictícia Binford Tool e é extremamente auto confiante. Sempre irreverente, Tim faz piadas em torno de qualquer coisa, mesmo em situações impróprias. A vida familiar dos Taylors é turbulenta, com os dois filhos mais velhos, Brad e Randy,  atormentando o mais novo, Mark, enquanto continuamente incomodam uns aos outros. Isso aconteceu especialmente durante as primeiras quatro temporadas.
Brad, popular e atlético, foi muitas vezes o movimento fator, contratados antes de pensar que, uma tendência que periodicamente ele desembarcou em apuros. Randy, um ano mais novo, foi o comediante da embalagem, o rápido-pensar, sarcástico filho que tivesse mais senso comum do que Brad, mas não foi imune ao problema. Posteriormente, na sétima temporada, Mark cresceu em uma adolescência outcast que vestidos de roupas pretas (um goth), enquanto Brad ficou interessado em carros como o seu pai e assumiu o futebol. Randy juntou o jornal da escola, na oitava temporada, ele deixou para a Costa Rica.
Cada episódio incluído Tim mostrar melhoria da própria casa, denominada Ferramenta do Tempo, uma "meta-programa", ou show-dentro-de-um-show. Originalmente slated para ser chamado Hammer tempo, a mostrar o nome foi mudado para Ferramenta Tempo porque Tim e os produtores sentiram que o nome poderia ser confundida com a MC Hammer.
Em acolher este espectáculo, Tim foi acompanhado pelo seu amigo e leve-assistente Al amaneirado Borland (Richard Karn), e um "Tool Time girl" ("Ferramenta Tempo Menina"), primeiro Lisa (Pamela Anderson) e mais tarde Heidi (Debbe Dunning), cuja missão principal era a introduzir o par, no início do show com a linha "Será que todo mundo sabe que horas são?" Eles também assistem Tim e Al durante o espetáculo, proporcionando-lhes ferramentas.
Apesar de ser revelado um excelente vendedor e TV personalidade, Tim Taylor foi espectacular acidente-prone como um Handyman, muitas vezes causando catástrofes dentro e fora do conjunto para a consternação de seus colaboradores e familiares. Ferramenta Tempo Muitos telespectadores assumem que os acidentes no show é feito de propósito, para demonstrar como a não utilizar ferramentas. Muitos dos acidentes do Tim foram causados por seus dispositivos sejam utilizados de uma forma não autorizada, concebido na aplicação do seu mantra, "Mais poder!"

### A relação entre Tim e Al
Embora, em última análise, eles foram melhores amigos, houve por vezes uma tensa relação problemática entre Tim e Al.
Al era reservado, mas tinha muito mais conhecimento, habilidade, além Tim com popularidade e audiência. Seu lema, como uma oposição a do Tim mal aconselhado ideias ou piadas, era "eu não penso assim, Tim." Ele também veio com muitos trocadilhos e seria risadinha e uma piada quando foi feita a do Tim gasto.
Al, a ser cauteloso, inseguro e mais brilhante, tem o grosso de piadas do Tim e constante pôr-baixos. Sempre Tim faria uma observação provável que adiar alguns telespectadores do Tool Time, Al rapidamente puxe uma grande placa com o show do endereço para os leitores a escrever para Tim e reclamar. Al é frequentemente taunted por Tim por causa de sua barba, bland personalidade (no olho do Tim), mau sentido de humor, sua mãe arrogante, e sua preferência de camisas flannel (e muitas vezes outros itens como um par de calcinhas no episódio "Room Without A View"; Tim mostra as cuecas novamente no episódio "Un Funny Valentine"). Tim normalmente usa a sua TV para libertar cerca de vários problemas que ele está a ter na sua vida pessoal. Al é normalmente muito chateado por isso. No final, houve uma relação entre Tim e Al.
Em um episódio anterior, tem uma ferramenta Hora do nascimento, quando o show começou, e na primeira vez que você vê Tim, ele tem uma barba cheia de sangue, e ele introduz Al, e ele não tem uma barba como ele faz através fora toda a série.

### A relação entre Tim e Wilson
Wilson e Tim são vizinhos próximos portas e melhores amigos. Toda vez que Tim iria estragar a sua vida cotidiana, ele iria para Wilson para aconselhamento. Como sempre, Wilson tinha a resposta, muitas vezes utilizando citações filosóficas ou  históricas para fazer seu ponto. Tim Wilson iria repetir aquilo que disse à sua mulher, Jill, ou os leitores deFree Time, mas muitas vezes ele ia explicar a sua revelação por misquoting Wilson, usando palavras de Wilson longo incorretamente, ou confundir o nome da pessoa ou de trabalho citado. Wilson e Tim realmente confiar uns nos outros, e é por isso que elas estão mais próximas como amigos e vizinhos.

## Lista de episódios
Lista dos episódios do Home Improvement (em inglês)